# Gare de Saint-Jean-Pla-de-Corts
La gare de Saint-Jean-Pla-de-Corts ou gare de Saint-Jean-Pla-de-Cors,, est une gare ferroviaire française, de la ligne d'Elne à Arles-sur-Tech, située sur le territoire de la commune de Saint-Jean-Pla-de-Corts, dans le département des Pyrénées-Orientales, en région administrative Occitanie.
Elle est mise en service en 1889 par la Compagnie des chemins de fer du Midi et du Canal latéral à la Garonne (Midi) et fermée au service des voyageurs en 1940 par la Société nationale des chemins de fer français (SNCF). Elle est ouverte au service du Fret.

## Situation ferroviaire
Établie à 119 mètres d'altitude, la gare de Saint-Jean-Pla-de-Corts est située au point kilométrique (PK) 500,406 de la ligne d'Elne à Arles-sur-Tech, entre les gares du Boulou - Perthus et de Céret.

## Histoire
La gare de Saint-Jean-Pla-de-Corts est mise en service le 18 août 1889 par la Compagnie des chemins de fer du Midi et du Canal latéral à la Garonne (Midi), lorsqu'elle ouvre à l'exploitation les 24 km de la section d'Elne à Céret de sa ligne d'Elne à Arles-sur-Tech.

## Patrimoine ferroviaire
Les principaux bâtiments n'existent plus, l'extrémité ouest d'un grand parking couvre leur ancien emplacement. À l'époque la gare possédait 2 voies et actuellement elle semble posséder 3 voies.